# Palimna alorensis
Palimna alorensis là một loài bọ cánh cứng trong họ Cerambycidae.